# ФК „Хераклес“
Хераклес (на нидерландски: Heracles Almelo) е нидерландски футболен клуб от град Алмело, източна Нидерландия. Името на отбора идва от древногръцкия митологичен герой Херкулес (на старогръцки Хераклес (Ηρακλής)).

## Успехи
Първи клас (до 1955) / Висша дивизия (след 1956)-Ередивиси:
- Шампион (2): 1926 – 27, 1940 – 41
  -  Вицешампион (1): 1937 – 38
    -  Бронзов медалист (1): 1939 – 40,

Ерсте Дивиси (Първа дивизия)
- Шампион (3): 1961 – 62, 1984 – 85, 2004 – 05

(Втора дивизия)
- Шампион (1): 1957 – 58
- Купа на Нидерландия:
- Финалист (1): 2012

## Известни футболисти
- Тайс Слуйтер
- Нико-Ян Хоогма
- Сръджан Лакич

## Бивши треньори
- Хенк тен Кате
- Герт Ян Вербеек
- Фриц Корбах